# Eucosmetacris
Eucosmetacris är ett släkte av insekter. Eucosmetacris ingår i familjen gräshoppor.
Kladogram enligt Catalogue of Life:
| Eucosmetacris | \| \| Eucosmetacris cingulata \| \| \| \| \| \| Eucosmetacris festae \| \| \| \| |
|               | \| \| Eucosmetacris cingulata \| \| \| \| \| \| Eucosmetacris festae \| \| \| \| |
|               | Eucosmetacris cingulata                                                          |
|               |                                                                                  |
|               | Eucosmetacris festae                                                             |
|               |                                                                                  |